# Cantonul Saint-Dizier-Ouest
Cantonul Saint-Dizier-Ouest este un canton din arondismentul Saint-Dizier, departamentul Haute-Marne, regiunea Champagne-Ardenne, Franța.

## Comune
- Éclaron-Braucourt-Sainte-Livière (reședință)
- Hallignicourt
- Humbécourt
- Laneuville-au-Pont
- Moëslains
- Perthes
- Saint-Dizier (parțial)
- Valcourt
- Villiers-en-Lieu